# Anomalepis colombia
Anomalepis colombia är en kräldjursart som beskrevs av den amerikanske herpetologen Hymen Marx 1953. Anomalepis colombia är en orm som ingår i släktet Anomalepis, och familjen Anomalepididae. Inga underarter finns listade i Catalogue of Life.

## Utbredning
A. colombia är en art som förekommer endemiskt i Colombia.